# Autour des Fidji
Tachyspiza rufitorques
Espèce
Statut de conservation UICN

 LC  : Préoccupation mineure
Statut CITES
L'Autour des Fidji (Tachyspiza rufitorques) est une espèce d'oiseaux de la famille des Accipitridae.

## Répartition
Cette espèce est endémique des Fidji.